# 邁爾斯·普拉里
邁爾斯·克里斯蒂安·普拉里（英語：Miles Christian Plumlee，1988年9月1日—）為前美國男子籃球運動員，他在2012年NBA選秀中被印第安納溜馬選中，其胞弟梅森·普拉里與馬歇爾·普拉里也是籃球運動員。

## 外部連結
- 邁爾斯·普拉里在fiba.basketball（英语）
- 邁爾斯·普拉里在NBA（英语）
- 邁爾斯·普拉里在Basketball-Reference.com（NBA）（英语）
- 邁爾斯·普拉里在Basketball-Reference.com（NBA G聯盟）（英语）
- 邁爾斯·普拉里在Basketball-Reference.com（國際）（英语）
- 邁爾斯·普拉里在Sports-Reference.com（NCAA）（英语）
- 邁爾斯·普拉里在ESPN（NBA）（英语）
- 邁爾斯·普拉里在Eurobasket.com（球員）（英语）
- 邁爾斯·普拉里在RealGM（英语）
- 邁爾斯·普拉里在Proballers（英语）
- 邁爾斯·普拉里在中国篮球数据库（新浪网）